# 美祢市
美祢市（みねし）は、山口県の中央部にある市。
市の範囲が日本ジオパークであるMine秋吉台ジオパークとなっている。

## 地理

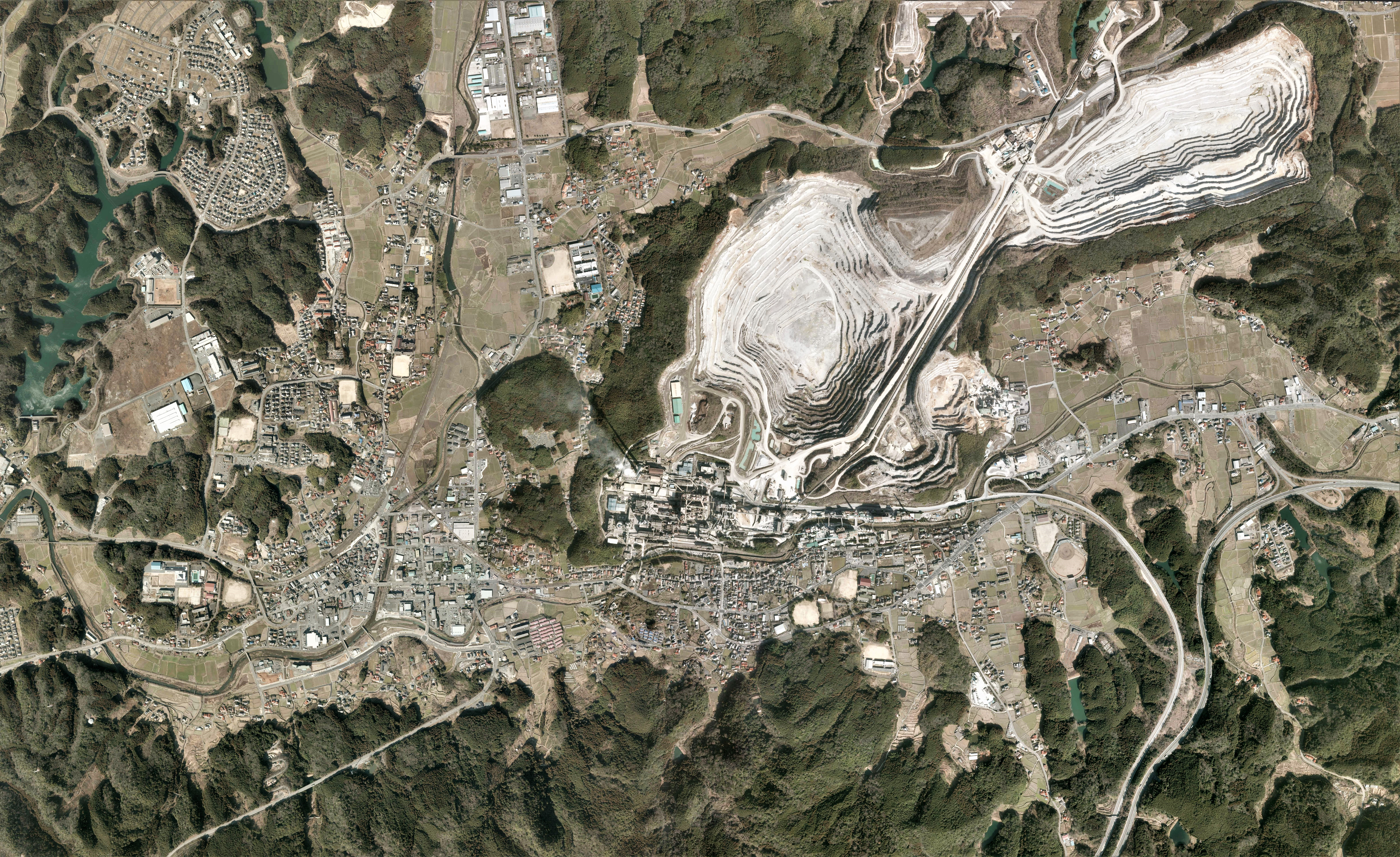
美祢市中心部周辺の空中写真。民家や道路等の構造物と比較すると、石灰石採掘露天掘りの規模の大きなことが分かる。
2013年2月28日撮影の12枚を合成作成。。

### 地勢
山口県のほぼ中心に位置する。四方を山が囲み、特に長門市・萩市との間は中国山地が横たわるため冬季は凍結や積雪などがある。さまざまな化石が産出することで知られており、土地は石灰質である所が多く、国道435号が通過する大嶺地区や豊田前地区では道路沿いに石灰層や石炭層を見ることが出来る。
平成の大合併により、県庁所在地の山口市および県内最多の人口・最大の経済規模を持つ下関市と隣接することになった。また平成の大合併以後は、山口県内で唯一海に面していない市町村となっている。
旧美祢市域を美祢線が縦断しており、宇部市・山陽小野田市との経済的結びつきが強い（山口県が指定する「宇部・小野田広域都市圏」に含まれている）。一方で旧美東町・秋芳町域を中心に中国自動車道や国道435号を介した山口市との交流も多く見られる。

### 気候
| 秋吉台（1991年 - 2020年）の気候    | 秋吉台（1991年 - 2020年）の気候 | 秋吉台（1991年 - 2020年）の気候 | 秋吉台（1991年 - 2020年）の気候 | 秋吉台（1991年 - 2020年）の気候 | 秋吉台（1991年 - 2020年）の気候 | 秋吉台（1991年 - 2020年）の気候 | 秋吉台（1991年 - 2020年）の気候 | 秋吉台（1991年 - 2020年）の気候 | 秋吉台（1991年 - 2020年）の気候 | 秋吉台（1991年 - 2020年）の気候 | 秋吉台（1991年 - 2020年）の気候 | 秋吉台（1991年 - 2020年）の気候 | 秋吉台（1991年 - 2020年）の気候 |
| 月                                 | 1月                             | 2月                             | 3月                             | 4月                             | 5月                             | 6月                             | 7月                             | 8月                             | 9月                             | 10月                            | 11月                            | 12月                            | 年                              |
| ---------------------------------- | ------------------------------- | ------------------------------- | ------------------------------- | ------------------------------- | ------------------------------- | ------------------------------- | ------------------------------- | ------------------------------- | ------------------------------- | ------------------------------- | ------------------------------- | ------------------------------- | ------------------------------- |
| 最高気温記録 °C （°F）             | 15.9 (60.6)                     | 21.0 (69.8)                     | 23.8 (74.8)                     | 28.8 (83.8)                     | 31.3 (88.3)                     | 32.5 (90.5)                     | 35.6 (96.1)                     | 35.1 (95.2)                     | 33.5 (92.3)                     | 29.2 (84.6)                     | 26.1 (79)                       | 20.4 (68.7)                     | 35.6 (96.1)                     |
| 平均最高気温 °C （°F）             | 7.3 (45.1)                      | 8.6 (47.5)                      | 12.3 (54.1)                     | 17.9 (64.2)                     | 22.4 (72.3)                     | 25.0 (77)                       | 28.6 (83.5)                     | 29.9 (85.8)                     | 25.9 (78.6)                     | 20.8 (69.4)                     | 15.4 (59.7)                     | 9.8 (49.6)                      | 18.7 (65.7)                     |
| 日平均気温 °C （°F）               | 3.0 (37.4)                      | 4.0 (39.2)                      | 7.4 (45.3)                      | 12.5 (54.5)                     | 16.9 (62.4)                     | 20.4 (68.7)                     | 24.2 (75.6)                     | 25.2 (77.4)                     | 21.3 (70.3)                     | 15.8 (60.4)                     | 10.3 (50.5)                     | 5.2 (41.4)                      | 13.9 (57)                       |
| 平均最低気温 °C （°F）             | −1.3 (29.7)                     | −0.6 (30.9)                     | 2.9 (37.2)                      | 7.6 (45.7)                      | 12.0 (53.6)                     | 16.5 (61.7)                     | 20.9 (69.6)                     | 21.7 (71.1)                     | 17.6 (63.7)                     | 11.4 (52.5)                     | 5.6 (42.1)                      | 0.8 (33.4)                      | 9.6 (49.3)                      |
| 最低気温記録 °C （°F）             | −9.5 (14.9)                     | −10.1 (13.8)                    | −5.7 (21.7)                     | −1.2 (29.8)                     | 3.7 (38.7)                      | 7.6 (45.7)                      | 14.0 (57.2)                     | 14.4 (57.9)                     | 6.2 (43.2)                      | 0.6 (33.1)                      | −3.2 (26.2)                     | −7.1 (19.2)                     | −10.1 (13.8)                    |
| 降水量 mm （inch）                 | 95.5 (3.76)                     | 91.4 (3.598)                    | 147.7 (5.815)                   | 159.6 (6.283)                   | 187.4 (7.378)                   | 283.0 (11.142)                  | 344.0 (13.543)                  | 204.4 (8.047)                   | 196.5 (7.736)                   | 106.3 (4.185)                   | 91.3 (3.594)                    | 84.0 (3.307)                    | 2,003.3 (78.87)                 |
| 平均降水日数 （≥1.0 mm）           | 12.8                            | 11.4                            | 12.5                            | 10.6                            | 9.9                             | 12.4                            | 11.6                            | 9.7                             | 10.2                            | 8.5                             | 9.5                             | 11.7                            | 131.0                           |
| 平均月間日照時間                   | 102.7                           | 112.5                           | 155.4                           | 180.6                           | 204.3                           | 133.0                           | 143.2                           | 183.9                           | 154.1                           | 170.6                           | 138.0                           | 109.1                           | 1,787.4                         |
| 出典1：Japan Meteorological Agency |                                 |                                 |                                 |                                 |                                 |                                 |                                 |                                 |                                 |                                 |                                 |                                 |                                 |
| 出典2：気象庁                      |                                 |                                 |                                 |                                 |                                 |                                 |                                 |                                 |                                 |                                 |                                 |                                 |                                 |

### 市名の由来
「山（峰）に囲まれていることから、峰が美祢に転訛した」という説がある。

### 地名
旧市域
山口県の市では唯一、平成の大合併以前の市域において合併前の旧自治体名を町として冠していた。

なお、1956年に大字を廃止しているが、改めて○○町○○の形式で町名設置が実施されている。以下、合併前から現在までの変遷を表形式で示す。
| 美祢市合併前     | 合併当初         | 1956年～現在     | 備考                                                               |
| ---------------- | ---------------- | ---------------- | ------------------------------------------------------------------ |
| 大嶺町大嶺奥分   | 大嶺町大嶺奥分   | 大嶺町奥分       |                                                                    |
| 大嶺町大嶺北分   | 大嶺町大嶺北分   | 大嶺町北分       |                                                                    |
| 大嶺町大嶺西分   | 大嶺町大嶺西分   | 大嶺町西分       |                                                                    |
| 大嶺町大嶺東分   | 大嶺町大嶺東分   | 大嶺町東分       | 当地の字として来福台1丁目～8丁目があり、地番整理が実施されている。 |
| 伊佐町伊佐       | 伊佐町伊佐       | 伊佐町伊佐       |                                                                    |
| 伊佐町河原       | 伊佐町河原       | 伊佐町河原       |                                                                    |
| 楠町奥万倉       | 奥万倉           | 伊佐町奥万倉     | 1955年、一部のみ編入。                                             |
| 東厚保村山中     | 東厚保町山中     | 伊佐町堀越       | 1962年分立。                                                       |
| 東厚保村山中     | 東厚保町山中     | 東厚保町山中     |                                                                    |
| 東厚保村厚保川東 | 東厚保町厚保川東 | 東厚保町川東     |                                                                    |
| 西厚保村厚保原   | 西厚保町厚保原   | 西厚保町原       |                                                                    |
| 西厚保村厚保本郷 | 西厚保町厚保本郷 | 西厚保町本郷     |                                                                    |
| 於福村於福上     | 於福町於福上     | 於福町上         |                                                                    |
| 於福村於福下     | 於福町於福下     | 於福町下         |                                                                    |
| 豊田前村麻生上   | 豊田前町麻生上   | 豊田前町麻生上   |                                                                    |
| 豊田前村麻生下   | 豊田前町麻生下   | 豊田前町麻生下   |                                                                    |
| 豊田前村今山     | 豊田前町今山     | 豊田前町今山     |                                                                    |
| 豊田前村岳       | 豊田前町岳       | 豊田前町岳       |                                                                    |
| 豊田前村岳       | 豊田前町古烏帽子 | 豊田前町古烏帽子 |                                                                    |
| 豊田前村岳       | 豊田前町保々     | 豊田前町保々     |                                                                    |

平成の大合併で市域に入った2町についても、旧市域と同様、合併前の旧自治体名を冠している。
美東町
- 長田（旧真長田村）
- 真名（旧真長田村）
- 小野（旧真長田村。1918年、厚狭郡小野村小野の一部を編入）
- 大田（旧大田村）
- 長登（旧大田村）
- 綾木（旧綾木村。美東町発足時より大字）
- 絵堂（旧赤郷村）
- 赤（旧赤郷村）

秋芳町
- 秋吉（旧秋吉村。秋芳町発足時より大字）
- 岩永本郷（旧岩永村）
- 岩永下郷（旧岩永村）
- 嘉万（旧共和村嘉万上郷。秋芳町発足時に改称）
- 青景（旧共和村）
- 別府（旧別府村。秋芳町発足時より大字）

## 人口
| |                                        |  |
| 美祢市と全国の年齢別人口分布（2005年） | 美祢市の年齢・男女別人口分布（2005年） |  |
| ■紫色 ― 美祢市 ■緑色 ― 日本全国 | ■青色 ― 男性 ■赤色 ― 女性              |  |
| 美祢市（に相当する地域）の人口の推移 \| 1970年（昭和45年） \| 43,741人 \| \| \| 1975年（昭和50年） \| 37,670人 \| \| \| 1980年（昭和55年） \| 36,907人 \| \| \| 1985年（昭和60年） \| 35,730人 \| \| \| 1990年（平成2年） \| 33,532人 \| \| \| 1995年（平成7年） \| 32,396人 \| \| \| 2000年（平成12年） \| 31,546人 \| \| \| 2005年（平成17年） \| 29,839人 \| \| \| 2010年（平成22年） \| 28,630人 \| \| \| 2015年（平成27年） \| 26,159人 \| \| \| 2020年（令和2年） \| 23,247人 \| \| |                                        |  |
| 総務省統計局 国勢調査より |                                        |  |
| 1970年（昭和45年） | 43,741人                               |  |
| 1975年（昭和50年） | 37,670人                               |  |
| 1980年（昭和55年） | 36,907人                               |  |
| 1985年（昭和60年） | 35,730人                               |  |
| 1990年（平成2年） | 33,532人                               |  |
| 1995年（平成7年） | 32,396人                               |  |
| 2000年（平成12年） | 31,546人                               |  |
| 2005年（平成17年） | 29,839人                               |  |
| 2010年（平成22年） | 28,630人                               |  |
| 2015年（平成27年） | 26,159人                               |  |
| 2020年（令和2年） | 23,247人                               |  |

## 歴史

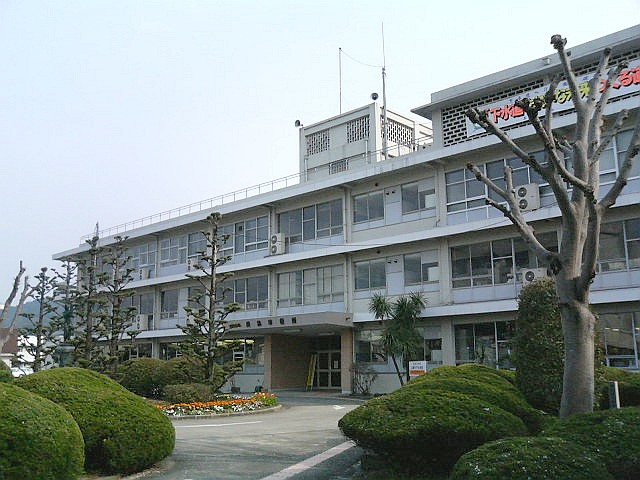
旧美祢市役所

- 1954年（昭和29年）3月31日 - 美祢郡大嶺町・伊佐町・於福村・東厚保村・西厚保村・豊浦郡豊田前町が合併して美祢市（第1次）が発足。
- 2008年（平成20年）3月21日 - 美祢郡美東町・秋芳町と合併し、改めて美祢市（第2次）が発足。これにより、美祢郡が消滅。
- 2023年（令和5年）11月6日 - 美祢市新庁舎の運用開始[5]。

## 行政

### 市長
- 市長：篠田洋司（2020年4月27日就任、2期目[6]）

| 代   | 氏名     | 就任年月日    | 退任年月日     | 備考                                                   |
| ---- | -------- | ------------- | -------------- | ------------------------------------------------------ |
|      | 小竹伸夫 | 2008年3月21日 | 2008年4月27日  | 職務執行者・旧美祢市長                                 |
| 初-2 | 村田弘司 | 2008年4月27日 | 2016年4月26日  |                                                        |
| 3    | 西岡晃   | 2016年4月27日 | 2018年12月31日 | 辞職(出直し選挙出馬)                                   |
|      | 篠田洋司 | 2019年1月1日  | 2019年1月17日  | 職務代理者・副市長(市長選出馬の為1月17日に辞職)        |
|      | 石田淳司 | 2019年1月18日 | 2019年2月10日  | 職務代理者・市長公室長（部長級）(副市長辞職に伴い代理) |
| 4    | 西岡晃   | 2019年2月10日 | 2020年4月26日  | 自身の辞職に伴う出直し選挙で再選。規定により残任期間   |
| 5-6  | 篠田洋司 | 2020年4月27日 | 現職           |                                                        |

### 国の機関
- 矯正施設 - 美祢社会復帰促進センター

## 議会

### 市議会
- 定数：16人
- 任期：2020年4月27日 - 2024年4月26日
- 議長：竹岡昌治
- 副議長：秋枝秀稔

### 衆議院
- 選挙区：山口3区（下関市、萩市、美祢市、山陽小野田市、阿武郡）
- 任期：2021年10月31日 - 2025年10月30日
- 当日有権者数：256,039人
- 投票率：50.14％

| 当落 | 候補者名 | 年齢 | 所属党派   | 新旧別 | 得票数   | 重複 |
| ---- | -------- | ---- | ---------- | ------ | -------- | ---- |
| 当   | 林芳正   | 60   | 自由民主党 | 新     | 96,983票 | ○    |
|      | 坂本史子 | 66   | 立憲民主党 | 新     | 29,073票 | ○    |

## 教育

### 高等学校

#### 公立
- 山口県立美祢青嶺高等学校

#### 私立
- 成進高等学校（私立、旧・美祢中央高等学校）

### 中学校

#### 公立
- 美祢市立伊佐中学校
- 美祢市立厚保中学校
- 美祢市立大嶺中学校

- 美祢市立秋芳中学校
- 美祢市立美東中学校

### 小学校

#### 公立
- 美祢市立伊佐小学校
- 美祢市立厚保小学校
- 美祢市立大嶺小学校

- 美祢市立麦川小学校
- 美祢市立於福小学校
- 美祢市立秋芳桂花小学校
- 美祢市立秋吉小学校

- 美祢市立美東小学校
- 美祢市立豊田前小学校

## 産業
明治維新後に開発された大嶺炭田の無煙炭、石灰石の産出などで工業都市として発展。特に大嶺炭鉱の無煙炭は、戦前の軍艦などの燃料に重宝された。石灰石は全国有数の国内シェアを誇る。主に、UBE三菱セメントの伊佐鉱山、住友大阪セメントの秋芳鉱山、太平洋セメントの重安鉱山で石灰石が採掘されている。大嶺炭鉱が閉山した後は人口が激減した。工業団地の誘致などにより工業都市としての発展を図っている。
2007年（平成19年）5月には日本初のPFI方式で設置された刑務所である美祢社会復帰促進センターが豊田前町の工業団地「美祢テクノパーク」内に開設された。
市東部の秋芳・美東地域は秋吉台国定公園を中心とした観光業が主たる産業であり、秋吉台・秋芳洞をはじめとする観光資源が多数存在する。農業も盛んで、梨やゴボウ・ホウレンソウ（他地域より甘みがあり、生で食べることもできる）が特産。

### 主な企業
- NGKエレクトロデバイス
- ジオパワーシステム
- 大嶺酒造

## 交通

### 鉄道
石炭輸送のために建設された美祢線が市西部を南北に縦断している。なお、かつては石炭輸送で賑わった南大嶺駅 - 大嶺駅間（美祢線大嶺支線、通称「大嶺線」）は1997年（平成9年）4月1日に廃止されている。また、かつて伊佐町から美祢駅（当時は吉則駅）に石灰石輸送を行っていた伊佐軌道は、宇部興産の伊佐セメント工場（現・UBE三菱セメント）専用線開通により1947年（昭和22年）3月5日に廃止されている。
なお、美祢線は2023年7月の大雨により橋梁や路盤の流出が発生し、以下の美祢市内区間を含む全線が不通となり代行バスが運行されているが、かねてからの利用客減少も相まって存廃が検討されている状況となっている。
市東部へのアクセスは新山口駅（山口市）からのバス乗り換えが主となる。
- 中心となる駅：美祢駅
- 西日本旅客鉄道（JR西日本）
  - 美祢線：厚保駅 - 四郎ヶ原駅 - 南大嶺駅 - 美祢駅 - 重安駅 - 於福駅

### バス
市内に6事業者のバス路線がある。市中心部の美祢駅前にある美祢駅前バス停、旧美東町中心部にある大田中央バス停、旧秋芳町中心部にある秋吉バス停、旧秋芳町の秋芳洞前にある秋芳洞バスターミナルが主な拠点である。
- 船木鉄道 - コミュニティバス「あんもないと号」を美祢市内で運行。
- サンデン交通 - 下関市と美祢市を結ぶ路線を運行。
  - 下関駅 - 唐戸 - 城下町長府 - 長府駅前 - 東行庵入口 - ニュージーランド村 - 厚保本郷 - 美祢駅
- ブルーライン交通 - 下関市豊田町と美祢市を結ぶ路線を運行。
  - 豊田町西市 - 御注連 - （大嶺）- 美祢駅 - 美祢青嶺高校前 - (美祢市立病院) - 来福台
- JRバス中国 - 秋吉台・秋芳洞と山口市中心部を結ぶ秋吉線がある。
  - 山口駅 - 湯田温泉通 - 中尾口 - 大田中央 - 秋芳洞 - 秋吉
- 防長交通 - 秋吉台・秋芳洞・旧美東町と山口市新山口駅、萩市を結ぶ。
  - 新山口駅 - 小郡第一病院 - 新町 - 湯の口 - 下十文字 - 秋吉 - 秋芳洞
  - 新山口駅 - 小郡第一病院 - 新町 - 湯の口 - 大田中央 - 明木市 - 萩駅 - 萩BC - 東萩駅
- 宇部市交通局 - 宇部市の中心部と北部を結ぶ小野線の終点の十文字バス停が美祢市内にある。
  - 宇部新川駅 - 高領 - 善和 - 木田 - 十文字

#### 高速バス
以下の路線が美祢市内を発着・経由する。★印は夜行便。
| 愛称名                   | 運行会社 | 運行区間                          |
| ------------------------ | -------- | --------------------------------- |
| 萩エクスプレス★          | 防長交通 | 東京（東京駅・霞が関） - 大田中央 |
| 福岡・防府・周南ライナー | 防長交通 | 福岡市（博多BT） - 美祢インター   |

### タクシー
- 美祢第一交通
- 美祢構内タクシー
- 秋芳タクシー

### 道路
市内を中国自動車道が東西に貫き、インターチェンジが2か所設けられている。現在、中国自動車道から分岐する地域高規格道路である小郡萩道路が建設中。また、山口県のほぼ中央にあるため、一般道路も山口県の各都市を結ぶ道路が交差している。

#### 高速道路
- 中国自動車道：美東SA - 真名BS - 美祢東JCT- 美祢IC  - 伊佐PA - 美祢西IC - 美祢西JCT（予定）
- 小郡萩道路：美祢東JCT - 十文字IC - 秋吉台IC - 大田IC - 絵堂IC

#### 一般国道
- 国道316号
- 国道435号
- 国道490号

#### 主要地方道
- 山口県道28号小郡三隅線
- 山口県道31号美東秋芳西寺線
- 山口県道32号萩秋芳線
- 山口県道33号下関美祢線
- 山口県道36号秋芳三隅線
- 山口県道37号宇部美祢線
- 山口県道38号美祢油谷線
- 山口県道65号山陽豊田線

#### その他
- 宇部伊佐専用道路（宇部と美祢を結ぶUBE三菱セメントの私道）

## メディア
- 美祢市有線テレビ
- 山口新聞美祢支局
- FM MINE（コミュニティFM放送局。2015年9月19日に開局予定だったが、遅延の見込み）

## 名所・観光地
- 秋吉台
- 秋芳洞
- 大正洞
- 景清洞
- 秋吉台国際芸術村
- 秋吉台サファリランド
- きららオーガニックライフ
- 道の駅おふく、於福温泉
- 於福洞
- 道の駅みとう

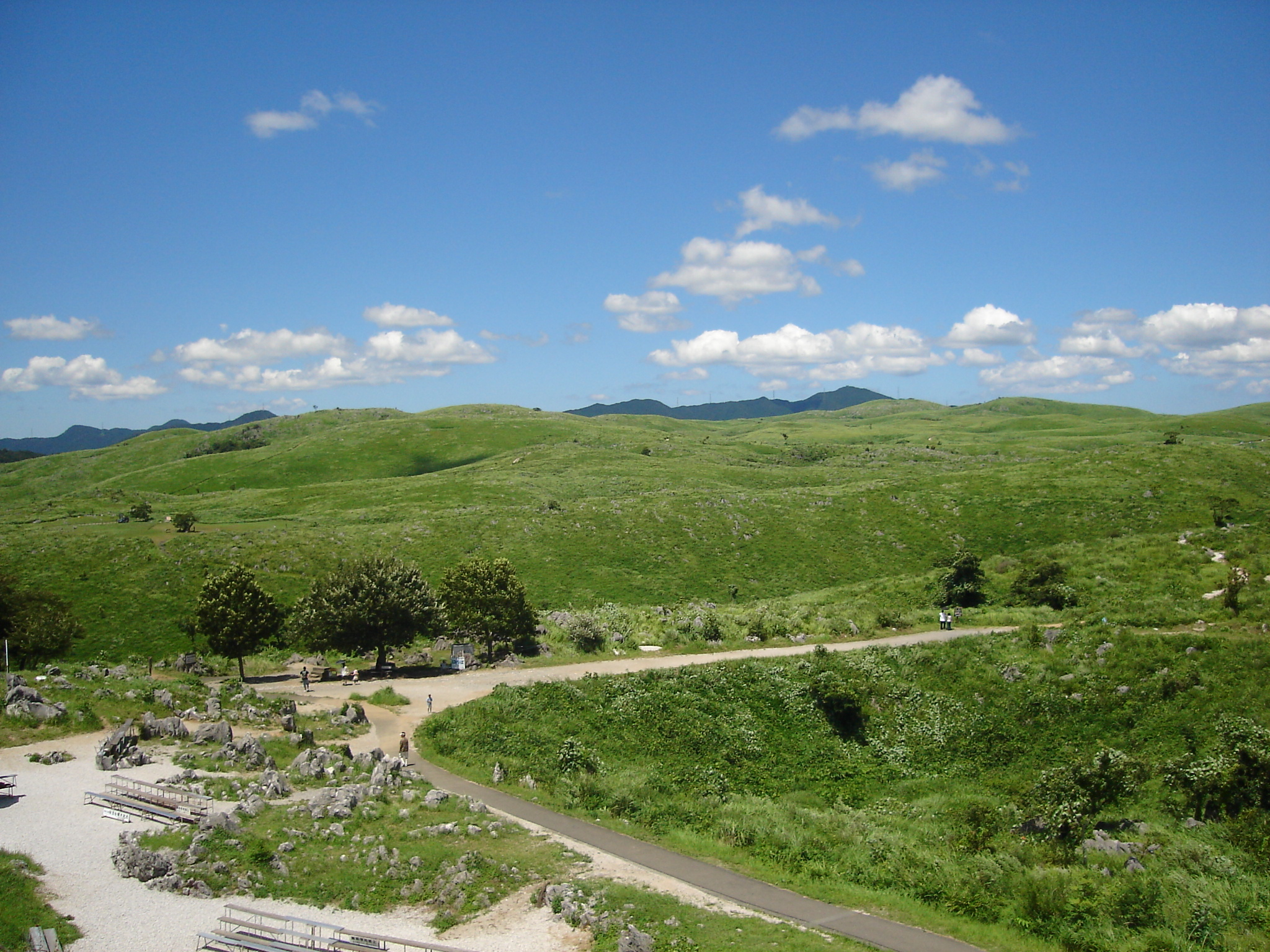
秋吉台

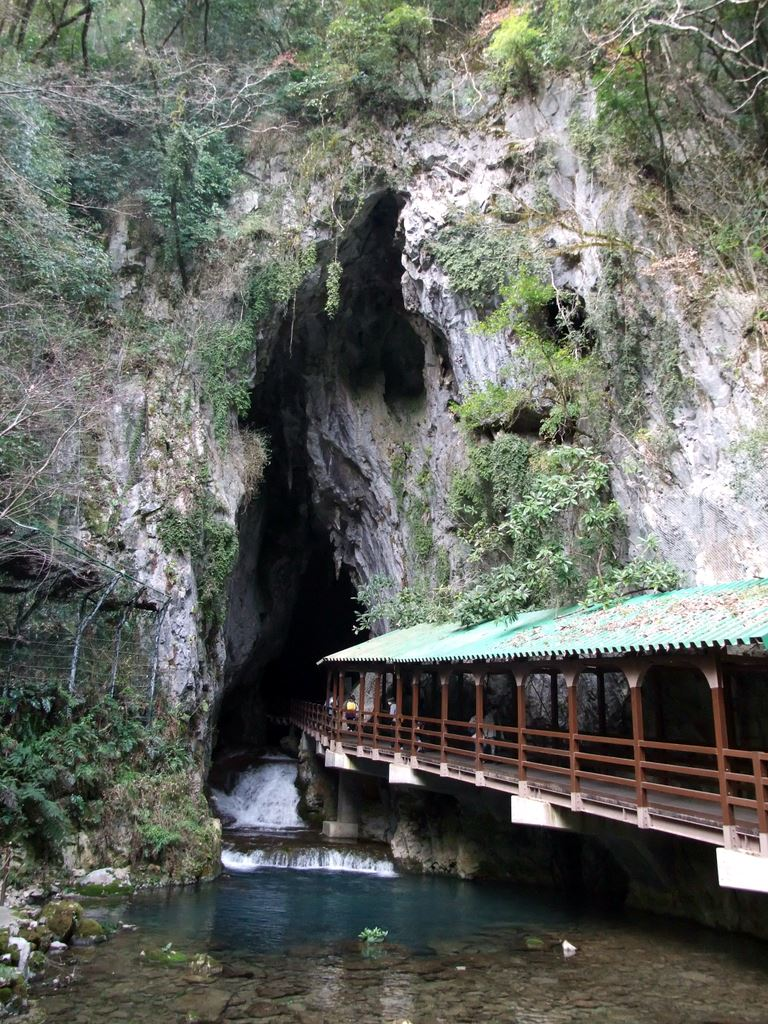
秋芳洞の入口

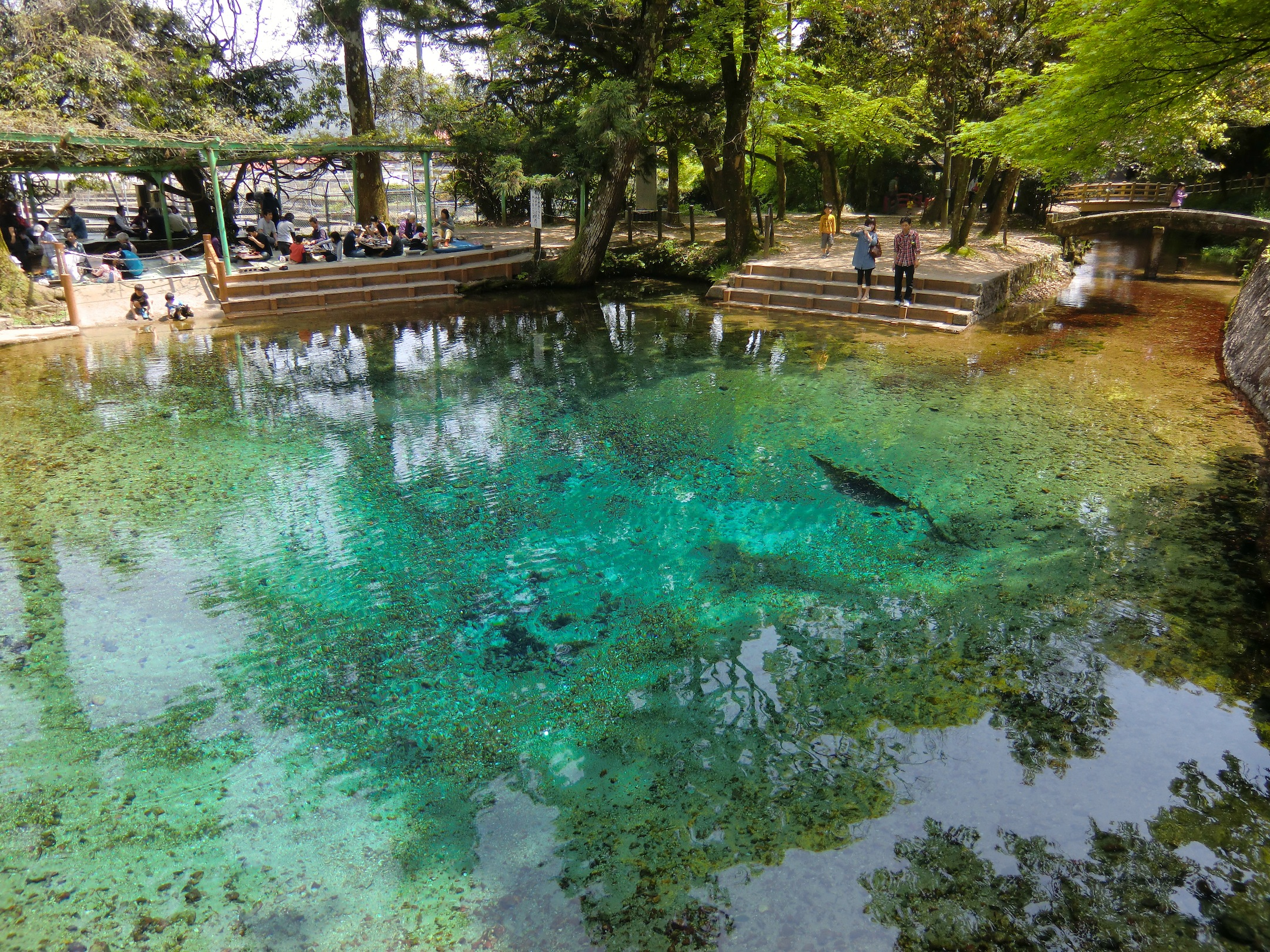
別府弁天池

- MINEサーキット（かつてフォーミュラ・ニッポンなどが開催されていた。現在はマツダ美祢自動車試験場）
- 万倉の大岩郷
- 湯の口温泉
- 別府弁天池湧水（名水百選）
- 長登銅山跡（国の史跡）
- 於福西寺水神公園、水神の滝（そうめん流しのスポット）

## 著名な出身者
- 阿川甲一（実業家）
- 今村豊（競艇選手）
- 入山アキ子（歌手）
- 岩崎政志（イラストレーター）
- 岩谷麻優（女子プロレスラー）
- 宇山智哉（世界貿易機関事務局長上級補佐官）
- 岡藤五郎（古生物学者）
- 久保修（切り絵作家）
- 白井英治（競艇選手）
- 田中江舟（書家）
- 二井関成（元山口県知事）
- 西川貞一（政友会所属元衆議院議員）
- 西村俊三（医師）
- 広岡浪秀（尊王攘夷派志士）
- 柳瀬興志（競艇選手）

## ゆかりある人物
- 阿川弘之（作家、阿川佐和子の父）
- 阿川尚之（法学者、阿川佐和子の兄）
- 阿川佐和子（エッセイスト）
- 来島又兵衛（長州藩士、遊撃隊総督）
- 本間俊平（教育者、宗教家、実業家）